# Danza
De danza is een dans in tweekwartsmaat en is in het begin van de 19e eeuw in het Caribische gebied ontstaan. De Caribische danza is doorgaans opgebouwd uit twee of drie delen, elk deel bestaande uit een veelvoud van acht maten.

## Geschiedenis van het ontstaan van de danza
In het eerste deel van de danza, de chaîne, komen Noord-Europese elementen sterk naar voren. De chaîne stamt uit het zestiende-eeuwse Engeland. Country dance werd Contredanse, dat zich in Frankrijk verder ontwikkelde tot cotillon en quadrille. Het eerste deel van de danza is dus een afgeleide van de contredanse.
In de Franse kolonie Saint Domingue (de oude naam voor Haïti), onderging de contredanse, op het gebied van de ritmiek, Afrikaanse invloeden. Na de slavenopstand van 1791 vluchtte een groot aantal Franse kolonisten en slaven naar de Cubaanse provincie Oriente, maar ook naar andere eilanden in het Caribische gebied zoals naar Curaçao.
De intrede van de Franse kolonisten in de Cubaanse cultuur was een beslissend moment in de evolutie van de danza, want nu werd als nieuw bestanddeel, ook het Latijns-Iberische lied toegevoegd. Vanuit Cuba heeft de danza, zich vervolgens verspreid naar de salons van andere eilanden in de regio, waaronder Puerto Rico, de Dominicaanse Republiek en Curaçao.

## Het dansen van de danza
Bij het dansen van de chaîne draaien de heren in een guirlandebeweging om de dames heen. Aan het slot van de chaîne, aangegeven door een lang aangehouden dominant septiemakkoord, maken de heren een diepe buiging naar hun vrouwelijke danspartner. De strakke chaîne wordt afgesloten en de dansparen wijden zich met elegantie en volle overgave aan het intieme volgende deel dat zich kenmerkt door ritmische sensualiteit. Hierbij zijn meerdere ritmen mogelijk, soms zelfs het habanera- of tango ritme.

## Belangrijke componisten die danza's schreven
Tot de belangrijke componisten van danza's kunnen worden gerekenend de Cubaanse componisten Ignacio Cervantes (1847-1905) en Manuel Saumell (1818-1870), uit Puerto Rico de componisten Adolfo Heraclio Ramos (1837-1891), Felix Astol-Artez (1813-1901) en Juan Morel Campos (1857-1896) en uit Curaçao de componisten Jan Gerard Palm (1831-1906), Jules Blasini (1847-1887), Jacobo Palm (1887-1982) en Rudolph Palm (1880-1950).

## De populariteit van de danza in de huidige tijd
De danza vervult op sommige eilanden in het Caribische gebied nog altijd een belangrijke symbolische functie. Zo is de herkenningsmelodie van de Cubaanse televisie, de danza Los tres Golpes (een compositie van de Cubaanse componist Ignacio Cervantes) en is het nationale volkslied van Puerto Rico, de danza La Borinqueña (toegeschreven aan zowel Francisco Ramirez als aan Felix Astol-Artéz). Op Puerto Rico wordt er jaarlijks een week van de danza gehouden waarbij componisten een eigen (voor de jury en het publiek anoniem gehouden) danza kunnen inzenden die dan meedingt voor de eerste, tweede of derde prijs.